# N-(2-aminoetil)-glicina
L'N-(2-aminoetil)-glicina, també coneguda com AEG, és una molècula que té com a fórmula molecular C₄H10N₂O₂. És una molècula molt important a l'hora de crear cadenes de PNA, una substància artificial, perquè forma l'estructura de l'esquelet. A més a més, es troba de forma natural en els cianobacteris.

## Estructura
L'AEG està formada per una glicina, que és un aminoàcid, i un grup etilamina que consta d'un etil (-C₂H₆) i d'una amina (-NH₂). Com tots els àtoms són no-metalls, els enllaços entre ells són covalents i tots són simples excepte el doble enllaç entre el carboni i l'oxigen del grup carboxil que pertany a la glicina.

## Propietats

### Físiques
L'AEG té una solubilitat en aigua molt feble i per això forma una solució tèrbola. El valor experimental del punt de fusió de l'AEG és d'entre 140 °C i 147 °C, valors que van ser determinats per 3 fabricants diferents (TCI, Labnetwork, i Chemenu). El valor experimental del punt d’ebullició és d'uns 290.2 °C, d’acord amb un dels fabricants esmentats anteriorment (Chemenu).
També té un valor de logP negatiu de -3.736 determinat pel laboratori WuXi LabNetwork. El fet que el valor de LogP sigui negatiu demostra que el compost N-(2-aminoetil)-glicina té una major afinitat per la fase aquosa que per la fase lipídica. L'AEG és més hidròfil que lipòfil.

### Químiques
L'AEG és una molècula amfotèrica. Això és degut al grup carboxil (-COOH), que és àcid, i al grup amina (-NH₂), què és bàsic. El grup carboxil pot reaccionar amb bases donant un protó i formant -COO- mentre que el grup amina pot reaccionar amb àcids acceptant un protó que prové d'ells i formant -NH₃+.

## Interaccions
El grup amina d'un extrem d'una molècula d'AEG i el grup carboxil de l'altre extrem d'una altra molècula d'AEG interaccionen per formar l'esquelet de les cadenes de PNA. L'amina i el carboxil formen un enllaç peptídic i el residu d'aquesta reacció és una molècula d'aigua. Aquesta és una reacció de polimerització per condensació. L'AEG també pot formar un enllaç peptídic al grup amina de la glicina (que està enllaçat amb l'aminoetil) per unir-ho a la base nitrogenada que formarà part del PNA.

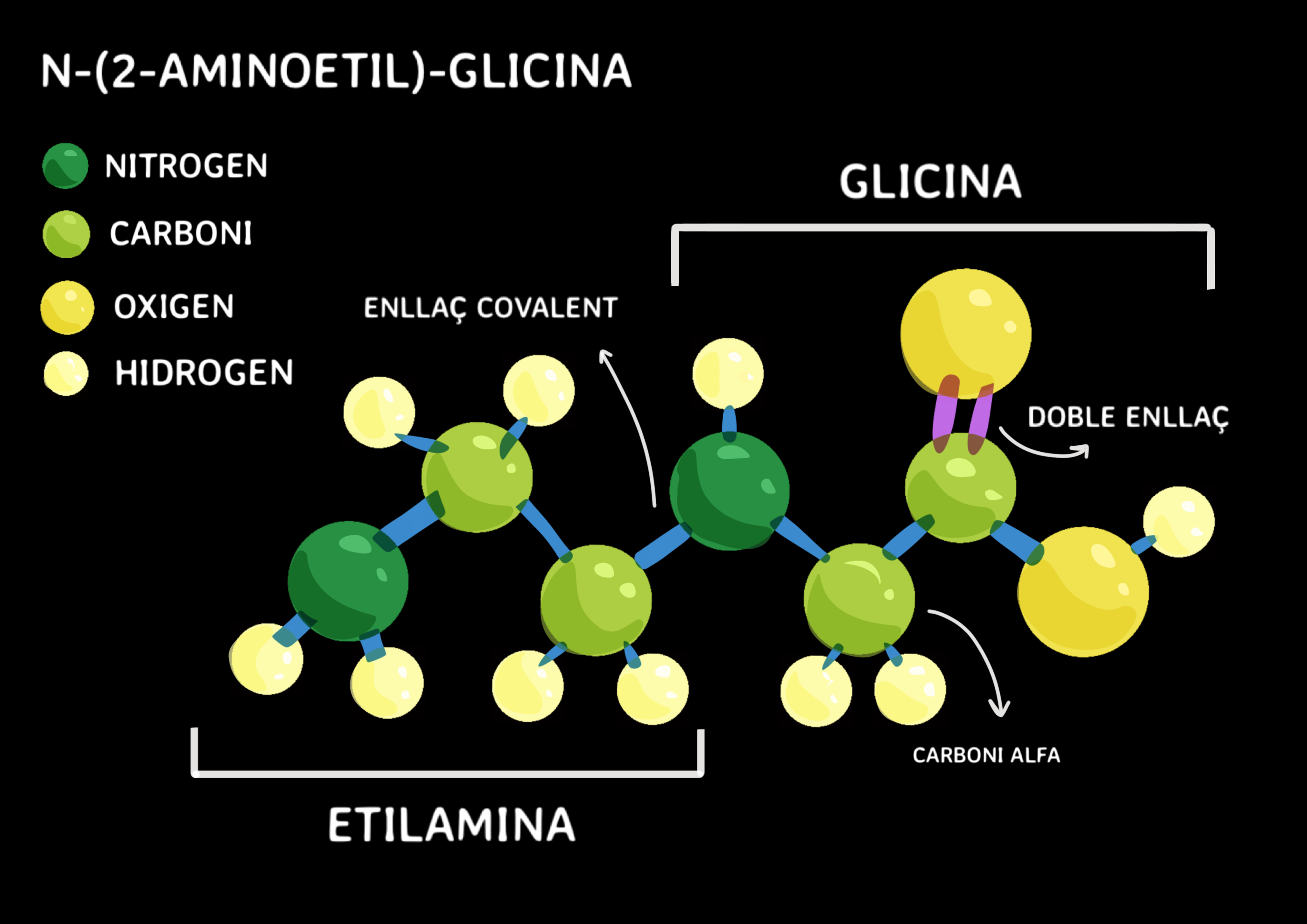
Esquema tridimensional de N-(2-aminoetil)-glicina, on podem observar l'aminoácido glicina enllaçat al grup aminoetil mitjançant un enllaç covalent.

Entre les molècules d'N-(2-aminoetil)-glicina hi ha diferents tipus d'interaccions intermoleculars. Concretament n'hi ha tres: forces de Van der Waals o de Londres, interaccions entre dipols permanents i ponts d'hidrogen.
Les forces de Van der Waals ocorren a totes les molècules, ja què són interaccions febles degudes als núvols d'electrons que es mouen i incideixen dipols no permanents en les molècules del costat.
Les interaccions entre dipols permanents són similars a les de Van der Waals però es deuen a que grups d'àtoms amb electronegativitats diferents es troben junts i, llavors, el núvol d'electrons es desplaça cap al grup d'àtoms més electronegatiu. Els dipols permanents oposats de dos molècules poden interactuar per fer que les molècules es quedin juntes.
Els ponts d'hidrogen són dipols permanents però els àtoms que interactuen són un hidrogen enllaçat, o bé a un nitrogen, a un oxigen o a un fluor i un àtom amb càrrega parcialment negativa. L'hidrogen queda amb càrrega positiva perquè és menys electronegatiu i, en el cas de l'AEG, els nitrogens i l'oxigen queden amb càrrega negativa. Degut a la separació de les càrregues, dues molècules d'N-(2-aminoetil)-glicina es poden atraure per forces eletcrostàtiques entre els àtoms parcialment negatius i els àtoms d'hidrogen amb càrrega positiva enllaçats a un d'aquests dos àtoms més electronegatius. Aquest tipus d'interacció és el que s'anomena "un pont d'hidrogen". (cita: Lehninger: Principios de Bioquímica) Els grups amina i el carboxil també tenen polaritat permanent, el que fa que puguin acceptar ponts d'hidrogen d'altres molècules. Una molècula d'AEG, teòricament, pot formar un total de set ponts d'hidrògen, dels quals, tres, són formats pels hidrògens de l'AEG i quatre, són àtoms de l'AEG acceptant el pont d'hidrogen provenint d'una altra molècula. Els grups d'àtoms que els accepten són el C=O del carboxil, l'OH del carboxil i els dos grups amina.

## Origen

### L'abiogènesi i l'aparició de la matèria genètica
Una de les qüestions fonamentals investigades en el àmbit de l'abiogènesi és l'origen del material genètic i la seva transformació en ADN fa 3.5 bilions d'anys. La hipòtesi del Món d'ARN és la hipòtesi més acceptada que pretén donar resposta a aquesta qüestió. Segons aquesta hipòtesi, la informació genètica de les primeres cèl·lules primitives va ser emmagatzemada i transmesa pels ARN, que a més a més posseïa la capacitat d'autoreplicar-se i catalitzar altres reaccions químiques.
No obstant, molts científics en anys recents han proposat els PNAs com l'origen real de la matèria genètica. En múltiples experiments, recreant les condicions de la Terra primitiva, s'ha observat que aquestes molècules més senzilles actuen com a motlles per a la síntesi d'ARNs complementaris i, a més a més, participen en la síntesi de ribonucleòtids com a catalitzadors. Aquests resultats indiquen que el PNA pot ser el precursor de l'ARN, originant el material genètic en un món pre-ARN.
Aquesta activitat d'emmagatzemar la informació genètica i transmetre-la és possible gràcies als AEG. Els polímers d'AEG formen l'esquelet dels PNAs. Són molt més estables que els esquelets de sucres (Ribosa en ARN) i augmenten la seva flexibilitat i capacitat de lligadura, fent-les imprescindibles per dur a terme aquestes funcions.
Tot i que encara no s'ha demostrat que els AEG siguin molècules prebiòtiques, s´ha observat que aquestes es poden sintetizar fàcilment en condicions replicades de la Terra primitiva a partir de molècules inorgàniques i prebiòtiques. A més a més, es troben de forma abundant en la naturalesa en els cianobacteris, els microorganismes més antics de la Terra, indicant que aquestes poden ser romanents de l'evolució prebiòtica.

### Descobriment
El descobriment de la molècula d'AEG i les seves propietats és una data difícil de determinar. No obstant sabem que els PNAs es van poder recrear al 1991 per Nielsen i el seu equip amb l'incorporació de l'AEG. A més a més, 4 anys abans d'aquest invent, Westheimer va afirmar que els AEG podrien actuar com a esquelet substituint la ribosa.

## Síntesi

### Biosíntesi
L'AEG i els seus isòmers són sintetitzats com a aminoàcids no proteics de forma natural per una taxa diversa de cianobacteris i per algunes cèl·lules eucariotes. Aquesta biosíntesi és una forma de metabolisme secundari dels cianobacteris que requereix de metabòlits rics en nitrogen. Aquest és un procés molt conservat en aquests microorganismes antics, encara que no té cap implicació en el seu metabolisme primari (fotosíntesi i respiració). La ruta metabòlica de síntesi d'AEG i la seva funció en aquestes cèl·lules fotositetitzadores és encara subjecte d'estudi. No obstant, s'ha observat que l'AEG, conjuntament amb altres cianotoxines, té efectes tòxics coneguts sobre els humans, els animals i les plantes. Poden ser hepatotoxines, neurotoxines, citotoxines entre d'altres.
Els cianobacteris són cosmopolitan i es troben pràcticament en tots els ecosistemes i alguns en condicions extremes de salinitat i temperatura, fent que els AEG també es trobin de forma diversa des d'estanys d'aigua dolça fins als deserts. Es considera que la concentració mitjana d'AEG en les soques axèniques dels cianobacteris és de 1mg/g i la concentració d'AEG trobat de forma lliure ha arribat a ser 34mg/g en alguns medis determinats. Com que els cianobacteris ocupen el nivell tròfic de productors en les cadenes alimentàries de diversos ecosistemes aquàtics i alguns terrestres, existeix l'alta possibilitat que els AEG també es trobin en altres organismes superiors consumidors.

### Síntesi artificial
Diversos experiments dins del laboratori, sota condicions adequades d'altes temperatures i utilitzant descàrregues elèctriques (Terra primitiva), han aconseguit sintetitzar AEG partint de molècules simples de CH₄, N₂, NH₃ i H₂O. Un altre tipus de reacció que pot produir AEG és la síntesi de Strecker amb etilendiamina. Cal anotar que la capacitat de polimerització de l'AEG és màxima a una temperatura de 100 °C.
Aquesta síntesi també es pot donar sota condicions contràries, és a dir, a baixes temperatures i recreant les condicions extraterrestres com en rèpliques de gel interestelar. Aquests anàlegs es creen fent un buit i condensant el material que conté H₂O, CH₃OH i NH₃ a -193,15 °C i irradiant-lo amb llum UV. Després d'un temps determinat, el producte s'escalfa a temperatura ambient i s'extrau per l'anàlisi. Mitjançant aquests experiments, s'ha pogut sintetitzar i identificar 26 aminoàcids i diversos diaminoàcids, entre ells l'AEG. Aquests resultats plantegen la qüestió de si les molècules prebiòtiques que han donat origen a la vida, han arribat a la Terra des de l'espai mitjançant els asteroides.
Totes aquestes evidències indiquen que els AEG es poden considerar unes de les molècules mes antigues de la Terra que existeixen des de fa més de 3.6 billions d'anys i que han tingut un paper fonamental i important en l'aparició i l'evolució de la matèria genètica. Existeixen de forma abundant en diversos ecosistemes sota condicions extremes de temperatura (alta o baixa) i de salinitat. S'ha de fer més recerca per conèixer les seves funcions en les cèl·lules actuals i ampliar el coneixement sobre el seu rol en un món prebiòtic.

## Aplicacions

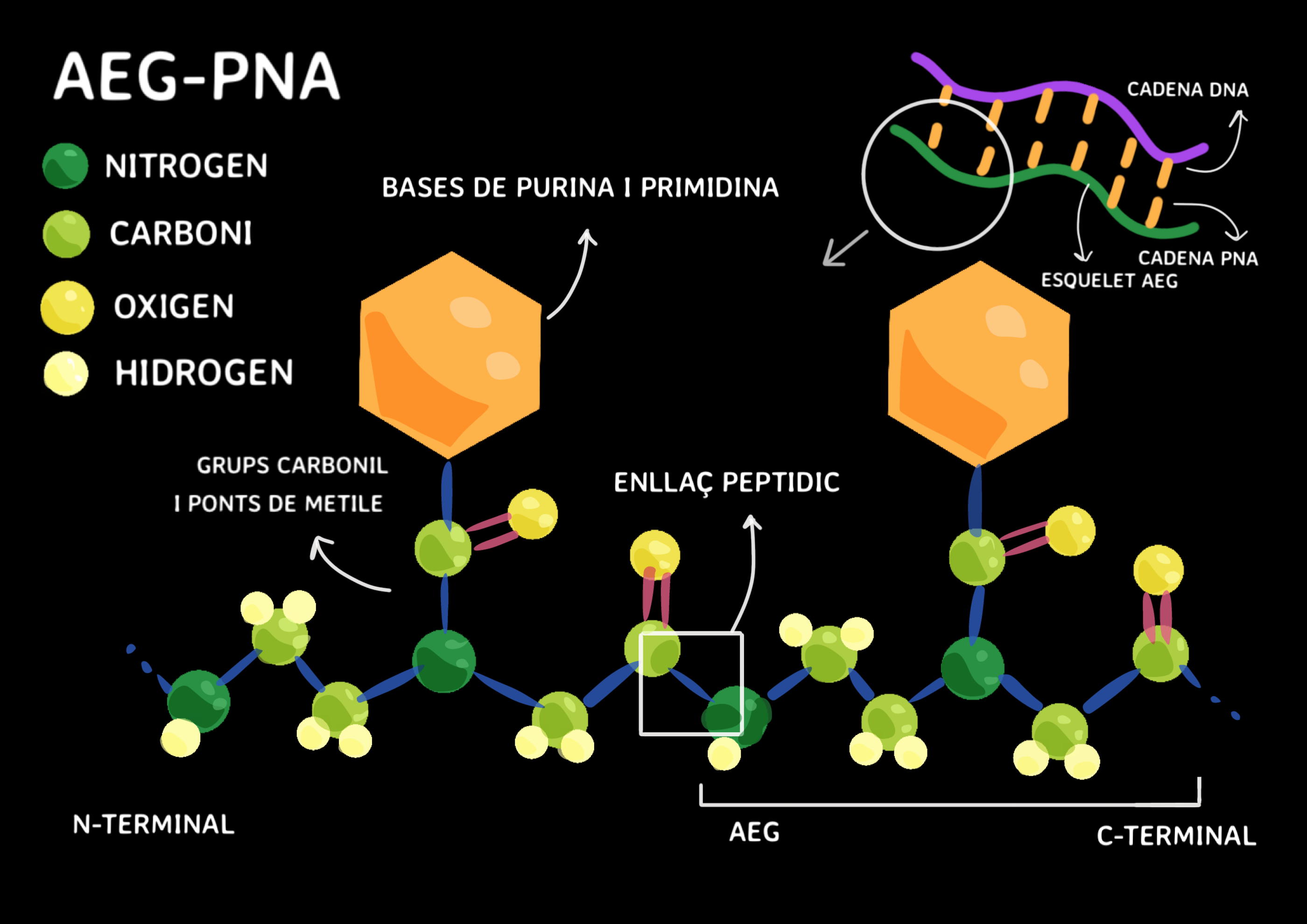
Esquema tridimensional de una cadena PNA on podem veure 2 molècules d'AEG unides mitjançant un enllaç peptídic entre elles, formant l'esquelet de PNA mitjançant enllaços amb les bases de purina i primidina.

Les diferents molècules de N-(2-aminoetil)-glicina (AEG) s'uneixen entre elles mitjançant enllaços peptídics i a les bases de purina i pirimidina mitjançant ponts de metilè i grups carbonils per formar una molècula de PNA semblant al RNA i DNA. El que diferencia aquestes tres molècules és l'esquelet. El PNA està format per molècules d'AEG les quals li donen un seguit de propietats que poden ser utilitzades de diverses maneres.
Les molècules de PNA tenen una alta capacitat de lligadura que ve donada pel fet que l'esquelet (les molècules d'AEG) no està carregat, cosa que elimina la repulsió electroestàtica entre les cadenes i, a més, té una alta especificitat per la seva cadena de DNA complementària, fent que les cadenes PNA/DNA siguin més estables que les cadenes DNA/DNA.
Això el fa útil per a la nanotecnologia amb dispositius electrònics.
També es pot utilitzar com a inhibidor, ja que és capaç d'unir-se complementàriament a una de les cadenes de DNA deixant la cadena complementària desaparellada. I pot induir la formació de bucles R, els quals tenen lloc quan la seqüència de RNA s'uneix a la corresponent cadena de DNA i la cadena de DNA complementària es queda desaparellada.
L'AEG es pot utilitzar com a sensor i detectar seqüències de DNA. Per exemple, en un estudi s'ha utilitzat per fer un control de qualitat en aliments. S'ha dut a terme un experiment utilitzant un mango i el bacteri Escherichia Coli, i s'ha aconseguit detectar aquest bacteri en el mango observant amb llum ultraviolada senyals de fluorescència després d'hibridar l'ADN de l'E.Coli amb N-(2-aminoetil)-glicina. Resulta ser un mètode de detecció relativament senzill i més ràpid que altres mètodes usats convencionalment.

## Seguretat
El AEG causa irritacions a la pell i també irritacions oculars greus. Per això es recomanat prendre una sèrie de precaucions incloent la utilització de guants i de protecció ocular i facial a l'hora de manipular el AEG. Després de tocar el compost és recomanable un rentatge a fons de les mans. Així mateix es recomana treure’s la roba contaminada i rentar-la abans de tornar-la a utilitzar.
En cas de contacte directe de la molècula amb la pell s'ha de rentar la zona amb aigua abundant. Però si la irritació ocular persisteix és imperatiu demanar assessorament mèdic.